# تاسیلی نجیر
تاسیلی نجیر در بخش صحرای غربی الجزایر در فلات وسیعی قرار دارد که در جنوب شرقی الجزایر، غرب لیبی و شمال نیجر است و مساحتی بالغ بر ۷۲۰۰۰ کیلومتر مربع را پوشش می‌دهد.
این مکان در سال ۱۹۸۲ در میراث جهانی یونسکو به ثبت رسید.

## نگارخانه

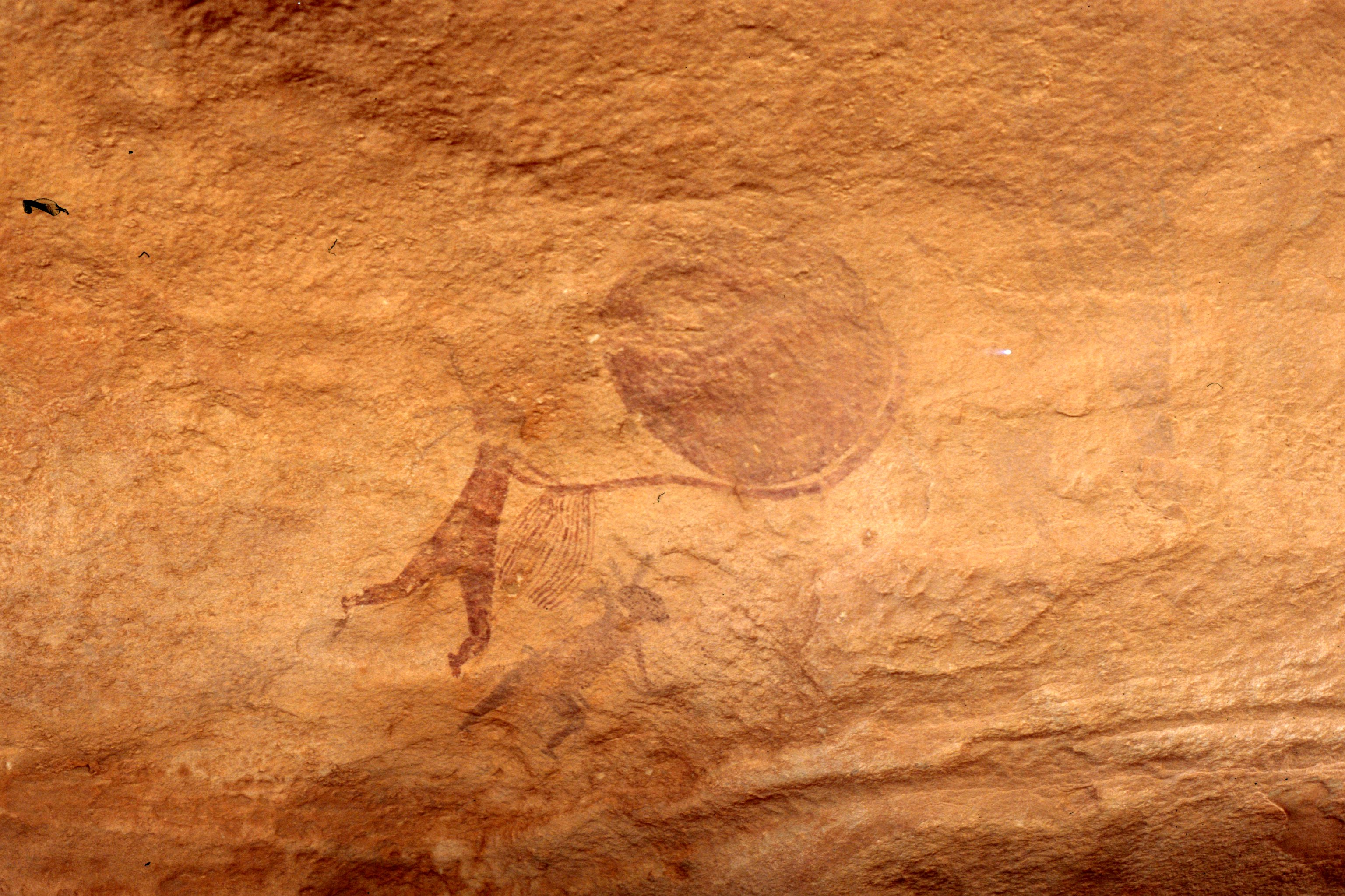
تصویر از انسان
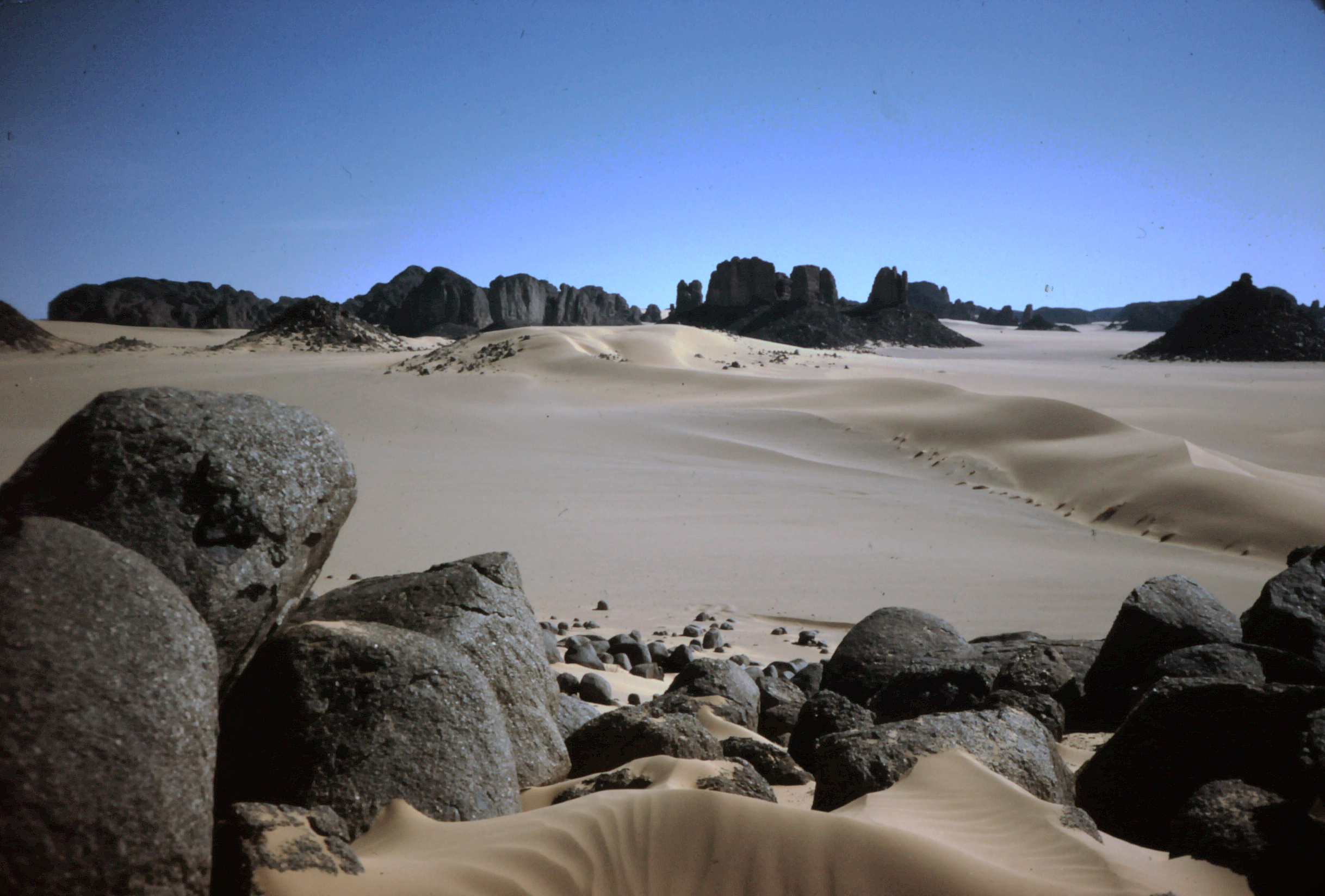
اطراف کویر
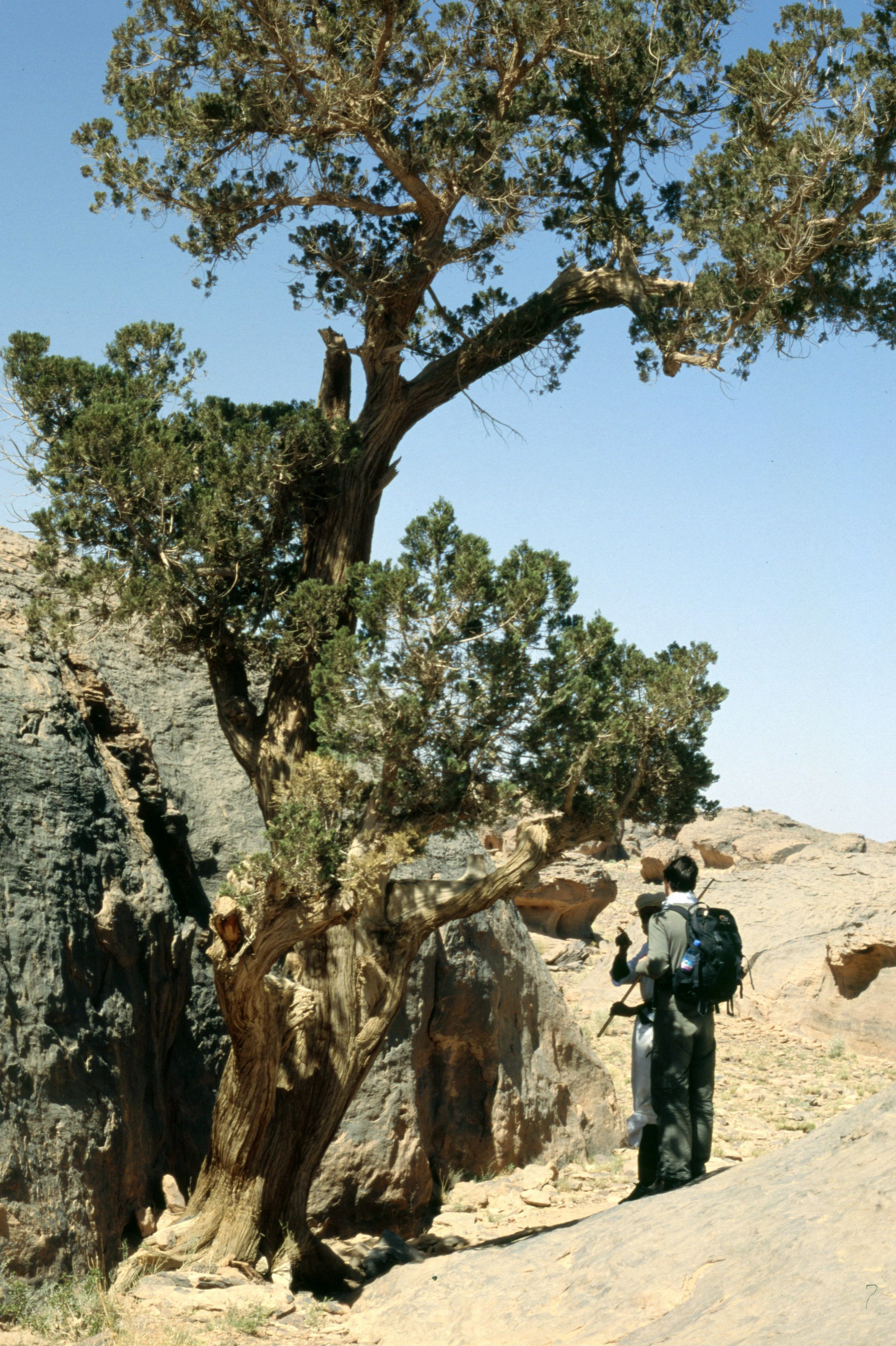
محلی درخت سرو
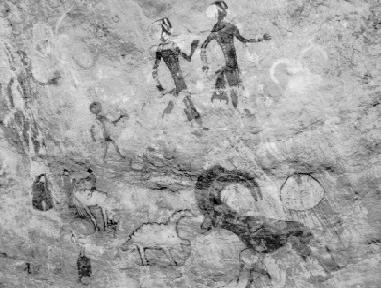
تصویر از انسان
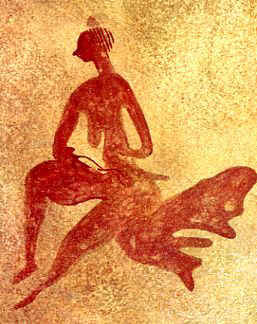
تصویر از انسان زن
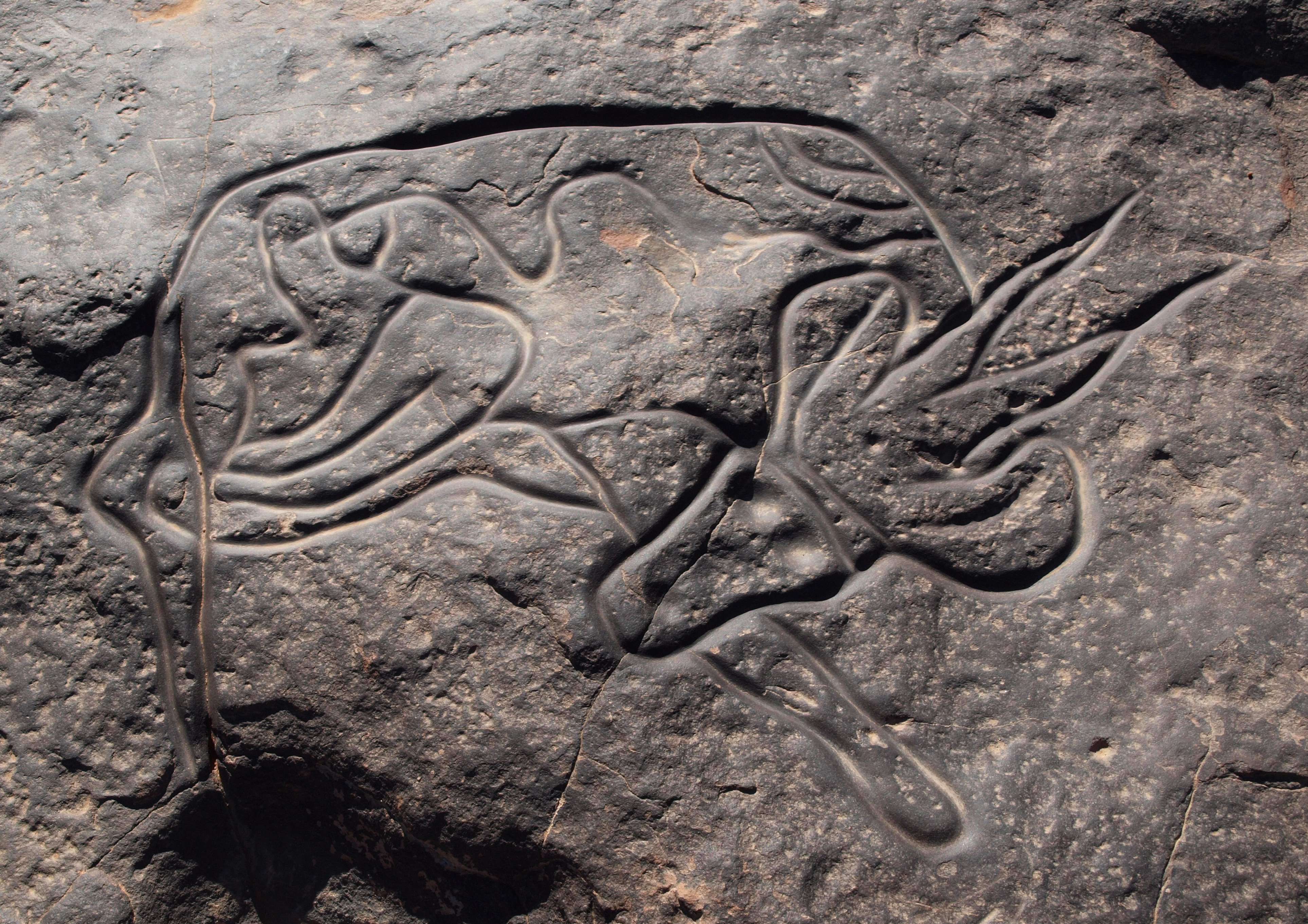
خواب بز کوهی
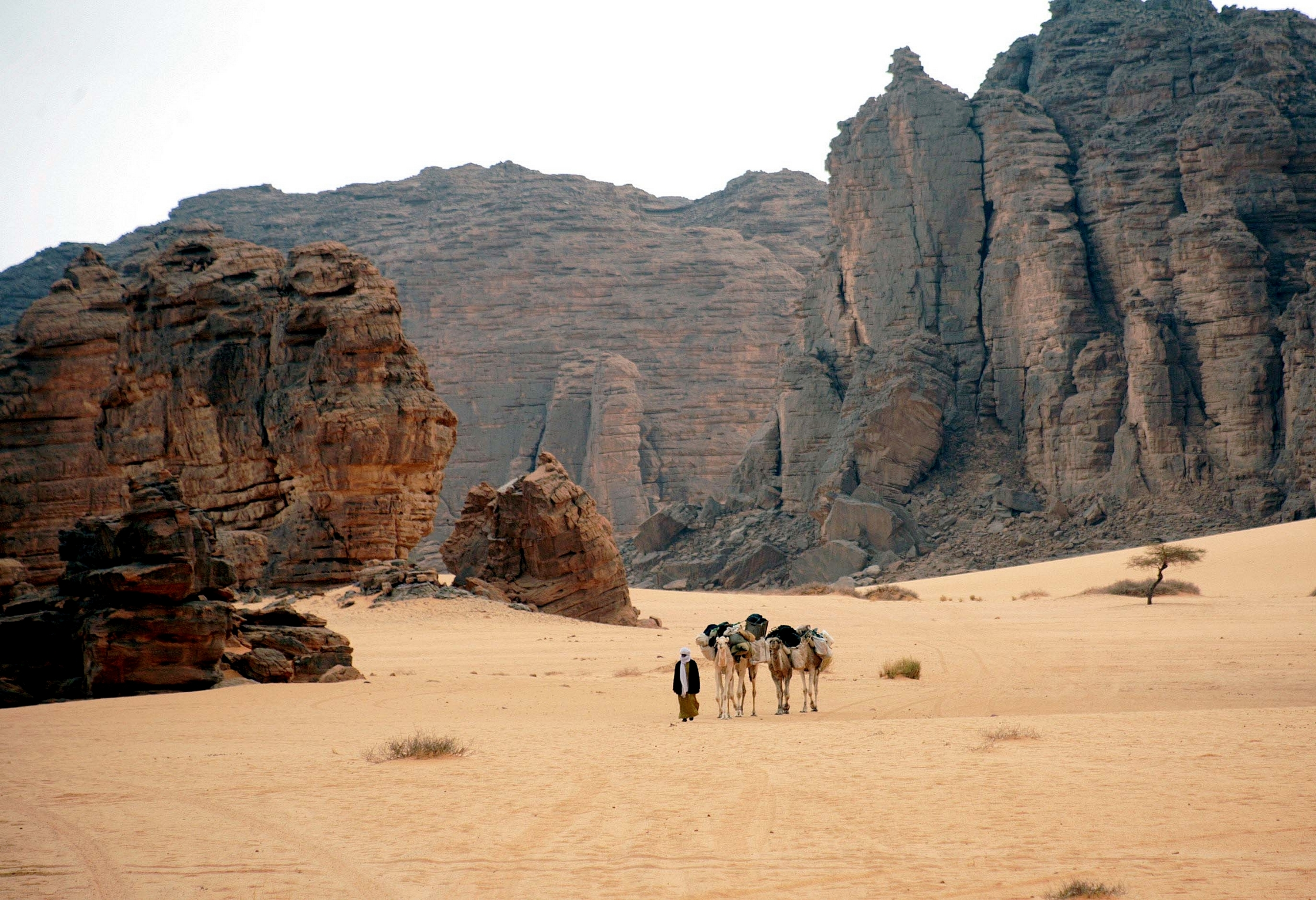
ماسه سنگ
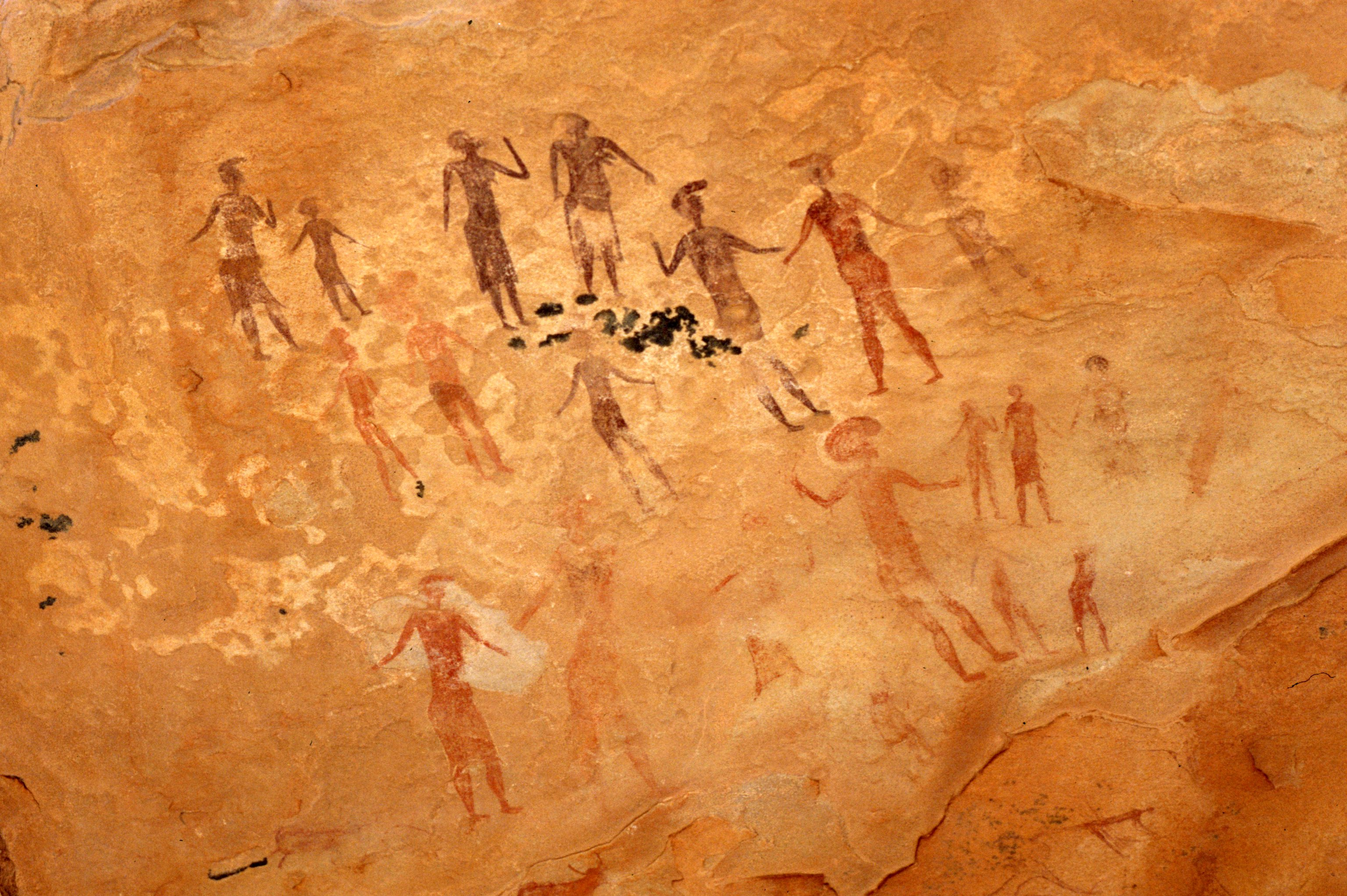
گروهی از انسان ها